# Chi2 Orionis
Chi2 Orionis (χ2 Orionis, förkortat Chi2 Ori, χ2 Ori) som är stjärnans Bayer-beteckning,är en ensam stjärna belägen i den norra delen av stjärnbilden Orion. Den har en skenbar magnitud på 4,63 och är synlig för blotta ögat där ljusföroreningar ej förekommer. Baserat på parallaxmätning inom Hipparcosuppdraget på ca 1,8 mas, beräknas den befinna sig på ett avstånd på ca 1 800 ljusår (ca 550 parsek) från solen. Sedan 1943 har spektret för denna stjärna fungerat som en av de stabila referenspunkterna som andra stjärnor klassificeras efter.

## Egenskaper
Chi2 Orionis är en blå till vit superjättestjärna av spektralklass B2 Ia. Den har en massa som är ca 42 gånger större än solens massa, en radie som är ca 62 gånger större än solens och utsänder från dess fotosfär ca 446 000 gånger mera energi än solen vid en effektiv temperatur av ca 19 000 K.
Chi2 Orionis är en av de mest kända B2 Ia-stjärnorna. De har tillskrivits ovanligt smala absorptionslinjer och några svaga emissionslinjer och ingick bland de ursprungliga Be-stjärnorna. Den behandlas emellertid inte längre som en Be-stjärna eftersom många superjättar visar vissa emissionsfunktioner vid hög upplösning och Be-stjärnor är vanligtvis definierade att utesluta superjättar.

## Variabilitet
Chi2 Orionis listades med en sannolik, liten amplitudevariabilitet i fotometri i The Third Catalogue of Stars measured in the Geneva Observatory Photometric System, och varierar specifikt med 0,022 magnitud. Den redovisades också i The General Catalogue of Variable Star baserat på Hipparcos satellitfotometri med ett magnitudområde (i Hipparchos fotometriska system) på 4,68-4,72 och en period av 2,8 dygn. En detaljerad studie av Hipparcos fotometri bekräftade stjärnan som en Alfa Cygni-variabel och angav en amplituden hos variationen på 0,057 magnitud.